# Савов, Никола
Никола Савов (8 июля 1942, Сливен, Болгария) — болгарский боксёр легчайшей и наилегчайшей весовых категорий, выступал за сборную Болгарии в конце 1960-х, бронзовый призёр чемпионата Европы 1967 года.

## Биография
Начал карьеру в наилегчайшей весовой категории. Первый титул выиграл в 1965 году, победив в чемпионате Болгарии. Впоследствии выступал в легчайшей весовой категории. Завоевал бронзовую медаль чемпионата Европы 1967 года в Риме, выиграв два боя и проиграв в полуфинале представителю ФРГ Хорсту Рашеру. В июле 1968 года выиграл чемпионат Болгарии в легчайшем весе. На Олимпийских играх в Мехико попал в нижнюю сетку. В первом и втором раундах досрочно победил замбийца Годфри Мвамбу и кубинца Фермина Эспиносу соответственно. В третьем раунде досрочно проиграл представителю Южной Кореи Чан Гю Чхолю. В июле 1969 года защитил чемпионский титул. На чемпионате Европы 1969 года в Бухаресте проиграл первый бой шведу Кьеллу Фредериксону. После этой неудачи принял решение завершить карьеру в сборной.